# 阿尔察赫宗教
納戈爾諾-卡拉巴赫地區的宗教基本上為亞美尼亞使徒教會的基督徒，也有少數無神論者。在納戈爾諾 - 卡拉巴赫衝突之前，該地區還有大量的什葉派阿塞拜疆族穆斯林。雖然該地區是有爭議地區，但事實上的納戈爾諾 - 卡拉巴赫大部分地區是由獨立的阿爾察赫共和國管理的。
納戈爾諾-卡拉巴赫宗教(2015)